# بلال أردوغان
نجم الدين بلال أردوغان (بالتركية: Necmettin Bilal Erdoğan)‏ (مواليد 23 أبريل 1981) إسطنبول) رجل أعمال تركي. وهو الابن الرابع لرئيس جمهورية تركيا رجب طيب أردوغان، والده هو الرئيس التركي رجب طيب أردوغان ووالدته هي أمينة أردوغان. وإخوته هم أحمد براق وسمية وإسراء البيراق. في عام 1999 أنهى تعليمه المتوسط في مدرسة كارتال اناصول الامام خطيب الثانوية. وبعدها أكمل تعليمه في الولايات المتحدة. وفي عام 2003 أكمل تعليمه في جامعة هارفارد بمدينة بوسطن. وقام بتحضير الماجستر في مجال الإدارة العامة في الجامعة. وبعدها عمل في البنك الدولي. وبموجب قانون الخدمة العسكرية في بوردور قدم الخدمة العسكري لمدة 21 يوما مدفوعة الأجر. في عام 2003 تزوج بريان أوزونر في لطفي قيردار كونجرا وسرجي سراي بإسطنبول. وشارك في حفل الزفاف عدد من الشخصيات المعروفة مثل رئيس وزراء إيطاليا سيلفيو برلسكوني. ولديه ابنان هما عمر طيب وعلي طاهر.

## حياته المهنية
طرد من العمل في قطاع النقل البحري - بسبب السفينة التي اشتراها- وذلك استجابة من والده للانتقادات التي وجهه له. وأزاد بعدها عدد أصحاب السفن. وبعدها بفترة وفقا للإعلان الذي نشر في جريدة سجل التجارة في 2 أبريل عام 2013 فإن شركة «المجموعة البحرية والانشاءات الصناعية المجهولة بي ام زد». كما صرحت أن الشركات التي تنشأ بشراكة بين كلا من مصطفى أردوغان وضياء تحمل دائما الحروف «بي ام زد» في بداية اسم الشركة والتي يصل راس مالها إلى 3 ملايين ليرة تركية.

## أعمال المؤسسة
أخذت المؤسسة التركية لخدمة الشباب والتربية مكانا بين أمناء مجلس المؤسسة. بالإضافة إلى أنه في 17 نوفمبر 2013 أصبحت مؤسسة الإنسانية والعرفان بشكل قانوني.

## قضايا الفساد
توجد العديد من المزاعم حول وجود قضايا فساد بالمنشآت المختلفة للمؤسسة التركية لخدمة الشباب والتربية. التي انشأها مجلس الأمناء. علاوة على أنه في تحقيقات 27 ديسمبر عند حبسه احتياطا أدعى تلك المزاعم. وبعدها صرح بإفادته. في 21 فبراير عام 2014. وفي شهر يوليو 2013 أثناء أضراب درفان بسبب بيع الذهب بمكسب ظالم تم نفيه. وهناك أيضا ادعاءات بتدخل عضو الكونغرس فنار بهشة في انتخابات رئاسة النادي الرياضي.

## الآراء السياسية والانتقادات
صرح في عام 2013 بخصوص محتجين حديقة جيزي إنها احتجاجات ضد وجهات النظر. بالإضافة إلى توجيه النقد للعديد من الزيارات التي قام بها للمحافظات.